# Windisch
Windisch és un municipi del cantó d'Argòvia (Suïssa), situat al districte de Brugg. El 2023 tenia una població de 8.060 habitants.

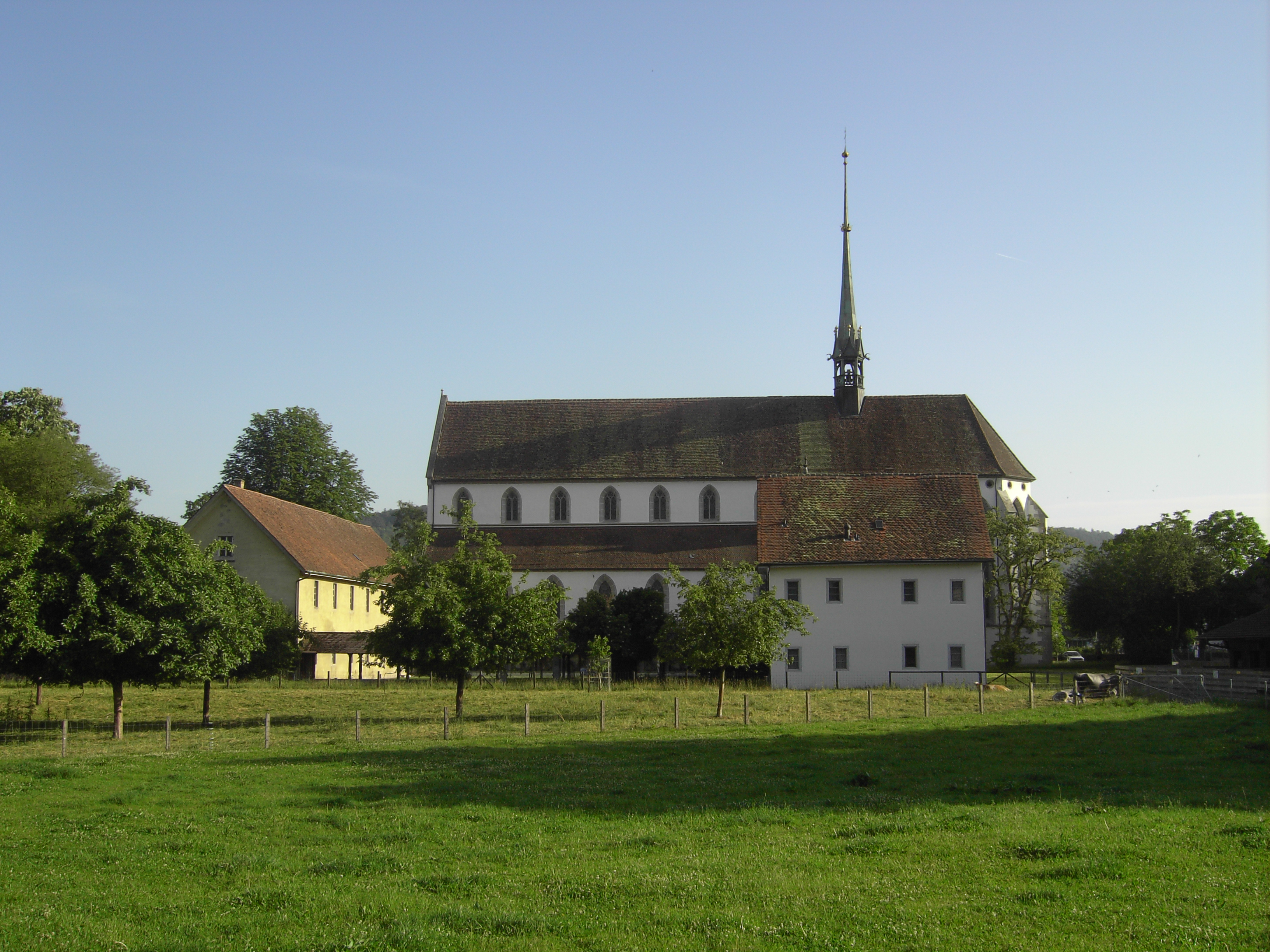
Església de Königsfelden, Windisch